# Versandhaus Klingel
Die Klingel-Gruppe (kurz Klingel, Firma zuletzt K – Mail Order GmbH & Co. KG) war ein großer Multichannel-Distanzhändler. Das Unternehmen wurde 1923 gegründet und hatte seinen Hauptsitz in Pforzheim. Im Jahr 2023 meldete die Gruppe Insolvenz an. Die Marken wurden verkauft und das Unternehmen aufgelöst. Bis August 2023 wurden knapp 2000 Mitarbeiter beschäftigt, womit die Klingel-Gruppe einer der größten privaten Arbeitgeber der Stadt war. Darüber hinaus betrieb sie Niederlassungen im europäischen Ausland.

## Geschichte
Die Familie Kohm gründete das Unternehmen 1923 unter dem Namen Robert Klingel GmbH + Co. KG in Pforzheim. Erste Unternehmensaktivitäten gab es aber bereits im Jahr 1920. Der Firmenname geht auf den Unternehmensgründer Robert Klingel zurück. Das Warenangebot umfasste zunächst höherwertige Textilien und vor allem Stoffe. Nach dem Luftangriff auf Pforzheim im Zweiten Weltkrieg wurde im Jahr 1953 die Sachsenstraße 23 in der Pforzheimer Nordstadt Unternehmenssitz. Bis Ende Januar 2024 befand sich hier die kaufmännische Verwaltung.
In Händen der Familie Kohm blieb die Firma weiterhin. Nach Willy Kohm wurde 1975 sein Sohn, der diplomierte Betriebswirt Joachim Kohm, geschäftsführender Gesellschafter der Robert Klingel GmbH + Co. KG. Dessen Bruder Andreas tat es ihm 1978 nach. Willy Kohm verlegte einen wesentlichen Teil der Unternehmensführung in die Schweiz nach Horn (Kanton Thurgau). Dort firmierte die K – Mail Order Verwaltungs GmbH (zuvor entsprechend Robert Klingel Verwaltungs GmbH) als persönlich haftende Gesellschafterin der deutschen K – Mail Order GmbH & Co. KG.
Im Mai 2023 beantragte die Unternehmensgruppe Insolvenz in Eigenverwaltung. Ende August 2023 wurde bekannt, dass Klingel zum 31. Januar 2024 nach Abwicklung des Weihnachtsgeschäftes geschlossen wird. Allein in Pforzheim gingen 1.300 Arbeitsplätze verloren, nachdem bereits 300 Mitarbeiter von sich aus gekündigt haben. Nach Bekanntgabe der endgültigen Insolvenz, werden seit August 2023 Verhandlungen mit möglichen Investoren geführt, die einzelne Tochterunternehmen und Marken der Klingel-Gruppe übernehmen könnten, da eine Lösung für die Fortführung des Unternehmens als Ganzes nicht gefunden wurde. Die Markenrechte an Klingel selbst sicherte sich Ende 2023 das Unternehmen Bader Versand.
Die Staatsanwaltschaft Mannheim nahm später Ermittlungen wegen Insolvenzdelikten auf.

## Angebot und Marken
Das Sortiment der Klingel-Gruppe setzte sich zusammen aus Damen- und Herrenmode, Schuhen, Schmuck und Uhren, Heimtextilien, Accessoires, Haushalts- und Gartenartikeln, Elektrogeräten, Möbeln sowie Geschenkartikeln. Die Sortimentsausrichtung des Unternehmens lag dabei primär auf der Zielgruppe 50+.
Das Sortiment wurde sowohl online als auch über den klassischen Katalog angeboten. Viermal jährlich wurde der Klingel-Hauptkatalog verschickt, zusätzlich gab es in jeder Saison diverse Zwischen- und Spezialkataloge mit unterschiedlichen Sortiments- und Zielgruppenschwerpunkten.
Im In- und Ausland existierten zahlreiche Versandhandelstöchter, z. B.:
- Alba Moda (Damenmode, mit Wirkung zum 1. Februar 2024 an die Goldner-Fashion-Gruppe veräußert)[11]
- Amara (Schmuck – Schweiz)
- Babista (Herrenmode – Deutschland, Österreich, Schweiz, Niederlande, Belgien, verkauft an Vanderstorm Ventures von Tobias Kohm mit Wirkung zum 1. November 2023)[12][13]
- Beyeler (Damenmode in Sondergrößen, Schuhe – Schweiz)
- Casserole (Lebensmittel, Essen und Kochen, Elektrokleingeräte, Wohnen – Deutschland, Österreich)
- Cornelia (wie Klingel – Schweiz)
- Diemer (Schmuck – Deutschland, Österreich, Verkauf der Marke an die Göde-Gruppe zum 1. Februar 2024)[14]
- Happy Size Versand GmbH & Co. KG (Damenmode, Herrenmode – Deutschland, Verkauf der Marke mit Wirkung zum 1. Januar 2024 an Popken Fashion Group)[15]
- Jungborn (Genusslebensmittel, Spirituosen – Deutschland, Österreich)
- Jan Vanderstorm (Herrenmode – Deutschland / war bis 2016 eine Marke der Klingelgruppe)
- Meyer Mode (Damenmode in Sondergrößen, Schuhe – Deutschland, Österreich, Niederlande)
- Mona (Damenmode, Schuhe – Deutschland, Österreich, Schweiz, Niederlande, Belgien, Frankreich, Schweden; die Marke wurde mit Wirkung zum 15. Januar 2024 an den Bader Versand verkauft)[16]
- Vamos (Schuhe – Deutschland, Österreich, Schweiz, Niederlande; Verkauf der Marke an Weltbild mit Wirkung zum 31. Januar 2024)[17]
- Veillon (Mode und Schmuck, Wohnen – Schweiz)
- Wellsana (Gesundheit und Wellness – Deutschland, Österreich, Schweiz, Niederlande)
- Wenz (Mode und Schmuck, Wohnen – Deutschland, Österreich, Niederlande, Russland, Norwegen, Schweden, Belgien)

Im Produktangebot fanden sich zahlreiche Eigenmarken, welche die Klingel-Gruppe nicht zuletzt 2010 aus dem Bestand des insolvent gegangenen Versandhändlers Quelle übernommen hat, darunter z. B. die bekannte Uhrenmarke „MeisterAnker“. 2016 wurde die Modemarke Alba Moda vom Hamburger Otto-Konzern übernommen, umstrukturiert und in die Klingel-Gruppe integriert.
2020 hatte sich das Unternehmen entschlossen, auf Echtpelzprodukte zu verzichten und dem Fur Free Retailer Program (FFRP) beizutreten.

## Standorte
Weitere Standorte in Pforzheim waren ein großes Distributionszentrum im Industriegebiet Altgefäll sowie die Kundenbetreuung in der Dennigstraße. Am Standort Altgefäll wurde 2016 ein neues vollautomatisiertes Warenlogistik-Zentrum (Bagstore) in Betrieb genommen.
Zudem betrieb Klingel in Pforzheim auf der Wilferdinger Höhe eine Einzelhandelsniederlassung.

## Adresshandel/Listbroking
Ende Juli 2012 wurde bekanntgegeben, dass Klingel die Vermarktung (Listbroking) seiner Kundenadressen an andere Unternehmen exklusiv über ein Tochterunternehmen der Bertelsmann AG, die Firma AZ Direkt GmbH, abwickelt. Auf Basis des Listenprivilegs war das ohne Zustimmung der Kunden möglich.

## Belege
1. ↑  Historie. In: klingel-gruppe.de. Abgerufen am 9. Juni 2021.
2. ↑  Spürbares Plus: Bei der Klingel-Gruppe brummt das Geschäft. 10. Mai 2017, abgerufen am 9. Juni 2021.
3. ↑  Joachim und Andreas Kohm werden für ihr Lebenswerk ausgezeichnet. In: PRESSEMITTEILUNGEN. 29. September 2009, archiviert vom Original am 3. Oktober 2009; abgerufen am 20. April 2024.
4. ↑  Birgit Metzbaur:  Kataloge weiterhin gefragt: 100 Jahre im Zeichen der Mode: Pforzheimer Versandhändler Klingel Gruppe feiert Jubiläum, bnn.de, 8. März 2023: „Der Hauptsitz in der Nordstadt: Seit 1953 hat die Klingel Gruppe ihren Sitz in der Sachsenstraße. Das ursprüngliche Firmengebäude des Mode-Versandhauses wurde im Zweiten Weltkrieg vollständig zerstört.“
5. ↑  Handelsregister- und Firmendaten der K – Mail Order Verwaltungs GmbH
6. ↑  Henryk Hielscher: Traditionsversandhändler Klingel muss nach 100 Jahren in die Insolvenz. In: www.wiwo.de. 11. Mai 2023, abgerufen am 11. Mai 2023.
7. ↑  Sebastian Kapp: Klingel-Gruppe gibt auf: 1.300 Mitarbeiter in Pforzheim verlieren ihre Jobs. In: bnn.de. 28. August 2023, abgerufen am 18. Februar 2024.
8. ↑  Klingel Versand insolvent: Online Shop aus Pforzheim gibt auf vom 29. August 2023 in Modezeitung.com
9. ↑  Sebastian Kapp: Konkurrent expandiert: Nach Bader-Coup: Was der Deal mit Klingel für Pforzheim bedeutet. In: bnn.de. 22. Dezember 2023, abgerufen am 20. Januar 2024.
10. ↑  DPA: Staatsanwaltschaft ermittelt nach Insolvenz von Versandhändler Klingel. In: fashionunited.de. 19. April 2024, abgerufen am 20. April 2024.
11. ↑  Sebastian Kapp: Best-Ager-Marke: Klingel verkauft Alba Moda an die Goldner-Gruppe. 17. Januar 2024, abgerufen am 20. Januar 2024.
12. ↑  K–Mail Order GmbH & Co. KG verkauft Markengeschäft Babista an Vanderstorm Ventures. In: klingel-gruppe.de. 5. September 2023, abgerufen am 21. Januar 2023.
13. ↑  Sebastian Kapp: Familie reagiert: Firma von Tobias Kohm kauft Pforzheimer Klingel-Marke Babista. In: bnn.de. 5. September 2023, abgerufen am 21. Januar 2024.
14. ↑  Sebastian Kapp: Insolventer Versandhändler: Klingel verkauft Schmuckmarke Diemer an die Göde-Gruppe. In: bnn.de. 15. Januar 2024, abgerufen am 20. Januar 2024.
15. ↑  Sebastian Kapp: Insolventer Versandhändler: Ausverkauf geht weiter: Klingel gibt die nächste Marke an Popken ab. In: bnn.de. 4. Dezember 2023, abgerufen am 20. Januar 2024.
16. ↑  Vertrag unterzeichnet: Pforzheim: Klingel verkauft Damenmodemarke Mona an Bader. In: bnn.de. 17. November 2023, abgerufen am 20. Januar 2024.
17. ↑  Sebastian Kapp: Insolventer Versandhändler: Nächster Verkauf bei Klingel: Schuhmarke Vamos geht an Weltbild. In: bnn.de. 21. Dezember 2023, abgerufen am 20. Januar 2024.
18. ↑  Nach BRAX ist nun auch das Modeunternehmen KLINGEL pelzfrei vom 26. November 2020 in Freundederkuenste.de
19. ↑  OnetoOne Meldung über Adressvermarktung (Memento des Originals vom 10. Juni 2015 im Internet Archive)  Info: Der Archivlink wurde automatisch eingesetzt und noch nicht geprüft. Bitte prüfe Original- und Archivlink gemäß Anleitung und entferne dann diesen Hinweis.